# Saurauia verheijenii
Saurauia verheijenii är en tvåhjärtbladig växtart som beskrevs av R.D. Hoogland. Saurauia verheijenii ingår i släktet Saurauia och familjen Actinidiaceae. Inga underarter finns listade i Catalogue of Life.